# DB VT 11.5 sorozat

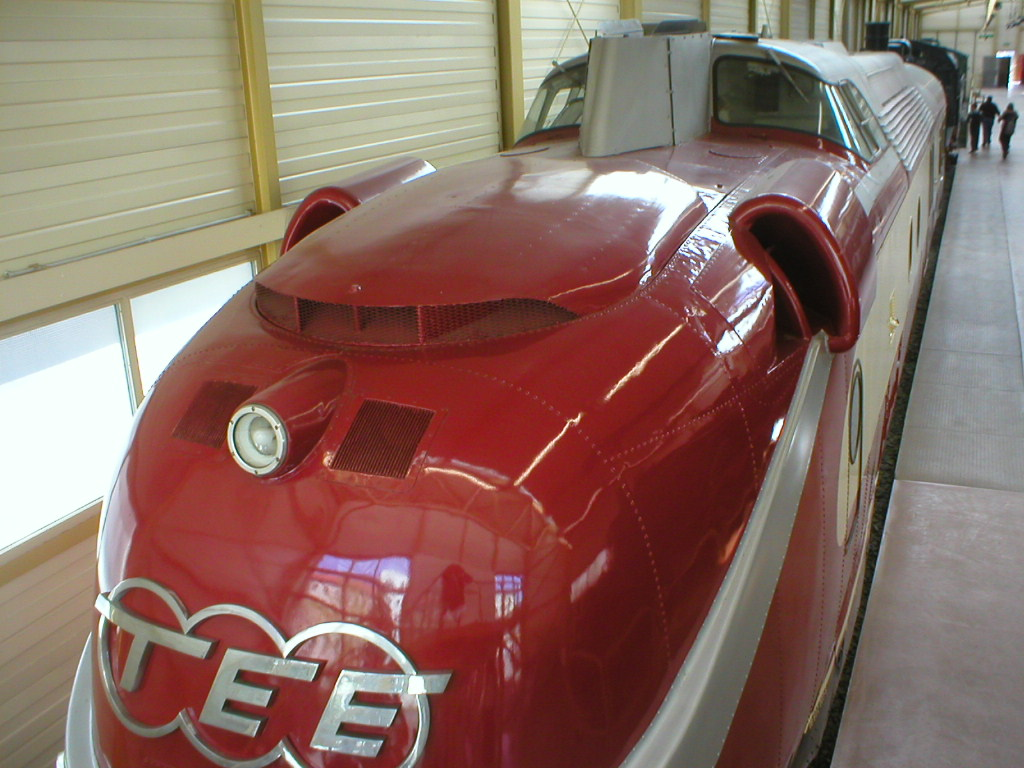
A 602-es a Nürnbergi DB múzeumban

A DB VT 11.5 egy német dízel motorvonat volt az 1950-es években a Trans-Europ-Express vonalakon.

## Története
A VT 11.5 dízel motorvonatokat (rövidebben csak TEE) a Deutsche Bundesbahn az 1950-es években a Trans-Europ-Express szolgáltatásokra használta. Amikor a német vasutak 1968. január 1-jén új számozási rendszert vezetett be, akkor a vonófejek pályaszáma 601-es, míg a betétkocsiké a 901-es lett.

## Műszaki leírása
A motorvonat két vonófejből, egy étkező-konyha kocsiból, egy étkező - bár kocsiból és három személykocsiból állt. A tömege egy ilyen hét egységes vonatnak 230 tonna, hossza 130 méter volt.
A vonófejeket és a betétkocsikat automatikus Scharfenbergkupplung kapcsolta össze. A vonat bővíthető volt további betétkocsikkal összesen tíz egységig és két motorvonat is összekapcsolódhatott.

### A 601-es sorozat
A motorvonat két vége a két vonófej, melyekben egyenként 809 kW teljesítményű dízel-hidromechanikus motoregységgel. Ezeket a Voith és a Maybach gyártotta. A maximális sebesség 140 kilométer/óra volt, ezt később 160 kilométer/órára növelték. A vonat minden kocsija légkondicionált volt.

### A 602-es sorozat
Négy VT 11.5-öt 2991 kW teljesítményűvé építettek át KHD gázturbinák segítségével, 1970-ben, új pályaszámuk 602-es lett. Ezeket az egységeket InterCity szolgáltatásra használták a DB-nél. A próbafutások során egy vonat kettő 602-es vonófejjel és két személykocsival 200 kilométer/óra sebességet ért el. A turbinák sok problémát okoztak, és magasa volt az üzemanyag-fogyasztásuk is. Ezért a 602-es sorozatot 1979-ben kivonták a forgalomból.

## Története
Az első vonatok 1957-ben álltak forgalomba a következő nemzetközi TEE viszonylatokon:
- TEE 31/32 Rhein-Main Frankfurt am Main– Amszterdam
- TEE 74/75 Saphir Dortmund– Oostende
- TEE 77/78 Helvetia Hamburg Altona– Zürich
- TEE 168/185 Paris-Ruhr Dortmund– Párizs Nord

Az 1960-as években a folyamatos vasúti pálya villamosítások miatt a TEE Helvetiát már villanymozdony vontatta vonat szolgáltatta. 
A dízelmotorvonatokat 1965-től az új TEE sorozatokon használták:
- TEE 155/190 Parsifal Hamburg Altona– Párizs Nord
- TEE 25/26 Diamant Dortmund– Antwerpen
- TEE 19/20 Saphir Frankfurt am Main– Oostende

1971-ben a DB elindította az új InterCity rendszerét, első osztályú kocsikkal, ebben a 601-eseket főleg a nem villamosított vonalakon használták. A menetrend szerinti közlekedésben a 160 kilométer/óra sebességet használták, 7 egységes vonatokkal. A 10 egységből álló vonatokhoz a 602 vonófejeket használták. 1979-ben az InterCity rendszert kiterjesztették és másod osztályú betét kocsikat is tettek be a vonatokba. Ezután már a 601/602 -et egyre kevesebbet használták.
1980-tól a 601/901-et különleges turistaszolgáltatásokra használták, a tíz egységes vonatott állítottak össze, amikből néha két motorvonatot is összekapcsoltak egy húsz egységes vonattá. Ez „Alpen-See-Express” néven futott Hamburgból és Dortmundból a déli irányokba, olyan kedvelt úticélok felé, mint Berchtesgaden, Lindau, Innsbruck, Salzburg. Ez a szolgáltatás 1988-ban véget ért, mikor az összes 601-est selejtezték és a 601 002-t valamint a 901 403-t eladtak Olaszországnak.
A berlini fal leomlása után a 601-esek rövid ideig ismét InterCity vonatként kezdtek új életet. A tíz egységes vonatok közül az egyiket kölcsönadták Olaszországból Németországba, és „InterCity Max Liebermann” -ként 1990. július 27-étől 1990. szeptember 29-éig közlekedtek a Hamburg- Berlin útvonalon. Ennek a vonatnak egy részét átfestették kék-bézs színre és a Augsburg-ban a „Bahnpark”-ban látható. .
A 602 003 számú vonófej ki lett állítva a DB Múzeumában.
Keletnémet "rokona" a (DR) VT 18.16-os